# Tabatinga
Tabatinga este un oraș în unitatea federativă Amazonas (AM) din Brazilia. Tabatinga se află în partea de nord-vest a Braziliei, la granița cu Peru și Columbia. La recensământul din 2007, Tabatinga a avut o populație de 45,293 de locuitori.
Suprafața orașului Tabatinga este de 3,225 km². Vezi:http://www.ibge.gov.br/cidadesat/topwindow.htm?1